# 리플릿 (통합 개발 환경)
리플릿(Replit)은 사용자들이 브라우저를 사용하여 코드를 작성하고 앱과 웹사이트를 만들 수 있게 한다. 이 플랫폼은 실시간 채팅 피드를 통한 실시간 다중 사용자 편집 기능을 포함하여 다양한 협업 기능도 갖추고 있다. 또한 다음을 포함한 50개 이상의 프로그래밍 및 언어를 지원한다. 자바, 파이썬, 그리고 HTML, 또한 사용자가 앱 및 웹 사이트를 개발 할 수 있다 이 사이트는 코드 호스팅 플랫폼인 깃허브와 통합되어 있어 깃허브에서 프로젝트를 가져오고 실행할 수 있는 방법을 제공한다. 사용자는 또한 글리치 (응용 프로그램)에서 프로젝트를 가져올 수 있다 이 서비스는 Replit과 유사한 서비스를 제공한다